# Campeonato Baiano de Futebol de 2025
O Campeonato Baiano de Futebol de 2025 é a 121.ª edição da competição realizada no estado da Bahia e organizada pela Federação Bahiana de Futebol. Na oitava rodada, o Colo Colo foi o primeiro rebaixado após sofrer uma goleada por 4-1 para a Juazeirense. Também na oitava rodada o Jacobina foi o segundo clube rebaixado no campeonato, após a derrota por 3-0 para o Atlético de Alagoinhas. Os 4 times classificados para a segunda fase foram Vitória, Jacuipense, Bahia e Atlético de Alagoinhas. Os times classificados para a Série D de 2026 foram o Jacuipense e Atlético de Alagoinhas, que se classificaram para a fase final, além do Porto, caçula do campeonato.

## Regulamento
As dez equipes disputam a primeira fase em turno único. Os quatro mais bem colocados avançam à semifinal. Os 2 últimos colocado serão rebaixados para a 2ª Divisão de 2026.
Em caso de empate entre duas ou mais equipes, serão adotados estes critérios de desempate:
1. Maior número de vitórias;
2. Maior saldo de gols;
3. Maior número de gols marcados;
4. Confronto direto;
5. Menor número de cartões vermelhos recebidos;
6. Menor número de cartões amarelos recebidos;
7. Sorteio.

Semifinal e Final são disputadas no sistema mata-mata em jogos de ida e volta. Em caso de empate entre duas ou mais equipes, serão adotados estes critérios de desempate:
1. Melhor saldo de gols no confronto;
2. Disputa de pênaltis.

O campeão disputará a Copa do Brasil de 2026; o vice-campeão e o terceiro colocado disputarão a Copa do Brasil de 2026. De início, o campeão iria disputar a Copa do Nordeste de 2026, já a segunda vaga para disputar a fase de grupos da Copa do Nordeste de 2026 seria da equipe melhor qualificada pelo Ranking da CBF, a terceira vaga na competição regional, que seria para a Fase Pré, viria da segunda equipe melhor qualificada pelo Ranking da CBF, porém em Novembro de 2025, a CBF anunciou que os estaduais de 2025 não deverão valer vaga para a Copa do Nordeste de 2026. Porém a entidade voltou atrás dias depois e definiu que os estaduais de 2025 irão valer vaga para a Copa do Nordeste de 2026. Os dois melhores colocados do Baianão, caso já não sejam integrantes de outras séries do Campeonato Baiano, vão ter direito a duas vagas na Série D de 2026. A terceira será destinada ao campeão da competição que a FBF realizar no segundo semestre. Caso esse campeonato não seja realizado, a vaga será transferida para o Baianão.

## Equipes participantes

### Promovidos e rebaixados
| Pos. | Rebaixado da Primeira Divisão de 2024 |
| ---- | ------------------------------------- |
| 9º   | Bahia de Feira                        |
| 10º  | Itabuna                               |

| Pos. | Promovido da Segunda Divisão de 2024 |
| ---- | ------------------------------------ |
| 1º   | Colo Colo                            |
| 2º   | Porto                                |

### Informações das equipes
| Aumento | Equipe promovida da Segunda Divisão de 2024 |

## Primeira fase
| Pos | Equipe                 | Pts | J | V | E | D | GP | GC | SG  | Classificação ou descenso    |     | VIT | JCP | BAH | AAL | PSC | JZE | JEQ | BFC | JAC         | COL |
| --- | ---------------------- | --- | - | - | - | - | -- | -- | --- | ---------------------------- | --- | --- | --- | --- | --- | --- | --- | --- | --- | ----------- | --- |
| 1   | Vitória                | 21  | 9 | 6 | 3 | 0 | 18 | 4  | +14 | Fase Final                   |     | —   | 1–1 |     |     | 2–1 |     | 2–0 | 0–0 | 4–0         |     |
| 2   | Jacuipense             | 19  | 9 | 5 | 4 | 0 | 14 | 4  | +10 | Fase Final                   |     |     | —   | 0–0 |     | 5–0 | 2–0 |     |     |             | 1–0 |
| 3   | Bahia                  | 18  | 9 | 5 | 3 | 1 | 15 | 3  | +12 | Fase Final                   |     | 0–0 |     | —   | 0–1 | 2–0 | 2–0 |     |     |             | 6–0 |
| 4   | Atlético de Alagoinhas | 13  | 9 | 3 | 4 | 2 | 9  | 6  | +3  | Fase Final                   |     | 0–1 | 1–1 |     | —   |     |     | 0–0 |     |             | 2–2 |
| 5   | Porto                  | 11  | 9 | 3 | 2 | 4 | 9  | 13 | −4  |                              |     |     |     |     | 1–1 | —   |     | 1–2 | 2–1 | 2–0         |     |
| 6   | Juazeirense            | 10  | 9 | 3 | 1 | 5 | 8  | 12 | −4  |                              | 1–4 |     |     | 0–1 | 0–2 | —   |     | 0–0 |     | 4–1         |     |
| 7   | Jequié                 | 9   | 9 | 2 | 3 | 4 | 7  | 10 | −3  |                              |     | 1–2 | 1–3 |     |     | 0–1 | —   |     | 1–1 | 2–0         |     |
| 8   | Barcelona de Ilhéus    | 9   | 9 | 1 | 6 | 2 | 7  | 8  | −1  |                              |     | 1–1 | 0–1 | 1–0 |     |     | 0–0 | —   | 2–2 |             |     |
| 9   | Jacobina               | 3   | 8 | 0 | 3 | 5 | 5  | 15 | −10 | Rebaixados à Segunda Divisão |     |     | 0–1 | 1–1 | 0–3 |     | 0–2 |     |     | —           |     |
| 10  | Colo Colo              | 3   | 8 | 0 | 3 | 5 | 6  | 21 | −15 | Rebaixados à Segunda Divisão |     | 1–4 |     |     |     | 0–0 |     |     | 2–2 | [ nota 10 ] | —   |

### Desempenho por rodada
Clubes que lideraram o grupo ao final de cada rodada:
| Rodadas | Rodadas | Rodadas | Rodadas | Rodadas | Rodadas | Rodadas | Rodadas | Rodadas |
| ------- | ------- | ------- | ------- | ------- | ------- | ------- | ------- | ------- |
| 1       | 2       | 3       | 4       | 5       | 6       | 7       | 8       | 9       |
| PSC     | VIT     | VIT     | VIT     | VIT     | VIT     | VIT     | VIT     | VIT     |

Clubes que ficaram na última posição do grupo ao final de cada rodada:
| Rodadas | Rodadas | Rodadas | Rodadas | Rodadas | Rodadas | Rodadas | Rodadas | Rodadas |
| ------- | ------- | ------- | ------- | ------- | ------- | ------- | ------- | ------- |
| 1       | 2       | 3       | 4       | 5       | 6       | 7       | 8       | 9       |
| JAC     | JAC     | JAC     | COL     | JAC     | JAC     | COL     | COL     | COL     |

## Fase final
Em itálico, as equipes que possuem o mando de campo no primeiro jogo do confronto e em negrito, as equipes classificados.
|  | Semifinais 1 a 9 de março | Semifinais 1 a 9 de março | Semifinais 1 a 9 de março | Semifinais 1 a 9 de março |   |       | Final 16 e 23 de março | Final 16 e 23 de março | Final 16 e 23 de março | Final 16 e 23 de março |
|  |                           |                           |                           |                           |   |       |                        |                        |                        |                        |
|  | Bahia                     | 1                         | 5                         | 6                         |   |       |                        |                        |                        |                        |
|  | Jacuipense                | 2                         | 0                         | 2                         |   |       |                        |                        |                        |                        |
|  | Jacuipense                | 2                         | 0                         | 2                         |   | Bahia | 2                      | 1                      | 3                      |                        |
|  |                           |                           |                           |                           |   | Bahia | 2                      | 1                      | 3                      |                        |
|  |                           | Vitória                   | 0                         | 1                         | 1 |       |                        |                        |                        |                        |
|  | Atlético de Alagoinhas    | Vitória                   | 0                         | 1                         | 1 | 0     | 0                      | 0                      |                        |                        |
|  | Atlético de Alagoinhas    |                           |                           |                           |   | 0     | 0                      | 0                      |                        |                        |
|  | Vitória                   | 4                         | 3                         | 7                         |   |       |                        |                        |                        |                        |

### Semifinais
Chave 1
| 1 de março Ida                               | Atlético de Alagoinhas | 0 – 4          | Vitória                                                                    | Alagoinhas                                                                                      |  |
| 18:30                                        |                        | Súmula Borderô | 13' Lucas Halter · 45+5' Lucas Braga · 67' Jamerson · 78' Gustavo Mosquito | Estádio: Carneirão Público: 5 031 Renda: R$ 108 690,00 Árbitro: BA Wagner Francisco Silva Souza |  |
| \| \| Atl. de Alagoinhas \| \| Vitória \| \| |                        |                |                                                                            |                                                                                                 |  |
|                                              | Atl. de Alagoinhas     |                | Vitória                                                                    |                                                                                                 |  |

| 8 de março Volta                             | Vitória                                        | 3 – 0          | Atlético de Alagoinhas | Salvador                                                                                |  |
| 18:00                                        | Janderson 55' · Thiaguinho 59' · Carlinhos 69' | Súmula Borderô |                        | Estádio: Barradão Público: 11 060 Renda: R$ 279 728,00 Árbitro: BA Bruno Nogueira Prado |  |
| \| \| Vitória \| \| Atl. de Alagoinhas \| \| |                                                |                |                        |                                                                                         |  |
|                                              | Vitória                                        |                | Atl. de Alagoinhas     |                                                                                         |  |

Chave 2
| 1 de março Ida                     | Bahia       | 1 – 2          | Jacuipense                       | Salvador                                                                                              |  |
| 16:00                              | Acevedo 35' | Súmula Borderô | 47' Alison · 55' Vinícius Amaral | Estádio: Arena Fonte Nova Público: 20 523 Renda: R$ 507 950,00 Árbitro: BA Josué Reis de Jesus Júnior |  |
| \| \| Bahia \| \| Jacuipense \| \| |             |                |                                  | |  |
|                                    | Bahia       |                | Jacuipense                       | |  |

| 9 de março Volta                   | Jacuipense | 0 – 5          | Bahia                                                                        | Feira de Santana                                                                               |  |
| 18:00                              |            | Súmula Borderô | 11' Rodrigo Nestor · 26' Arias · 68' Cauly · 79' Éverton Ribeiro · 85' Erick | Estádio: Joia da Princesa Público: 3 698 Renda: R$ 346 660,00 Árbitro: BA Eziquiel Sousa Costa |  |
| \| \| Jacuipense \| \| Bahia \| \| |            |                |                                                                              |                                                                                                |  |
|                                    | Jacuipense |                | Bahia                                                                        |                                                                                                |  |

### Final
| 16 de março Ida                 | Bahia                                 | 2 – 0          | Vitória | Salvador                                                                                          |  |
| 18:00                           | Gabriel Xavier 6' · Erick Pulga 45+1' | Súmual Borderô |         | Estádio: Arena Fonte Nova Público: 42 384 Renda: R$ 1 325 210,00 Árbitro: RS Rafael Rodrigo Klein |  |
| \| \| Bahia \| \| Vitória \| \| |                                       |                |         |                                                                                                   |  |
|                                 | Bahia                                 |                | Vitória |                                                                                                   |  |

| 23 de março Volta               | Vitória       | 1 – 1          | Bahia        | Salvador                                                                                  |  |
| 16:00                           | Carlinhos 82' | Súmula Borderô | 90+17' Kayky | Estádio: Barradão Público: 30 581 Renda: R$ 817 938,00 Árbitro: GO Wilton Pereira Sampaio |  |
| \| \| Vitória \| \| Bahia \| \| |               |                |              |                                                                                           |  |
|                                 | Vitória       |                | Bahia        |                                                                                           |  |

## Premiação
| Campeonato Baiano de 2025   |
| --------------------------- |
| Bahia Campeão (51.º título) |

## Técnicos
| Equipe                 | Técnico                                    |
| ---------------------- | ------------------------------------------ |
| Atlético de Alagoinhas | Adriano Souza (1ª) Agnaldo Liz (2ª—)       |
| Bahia                  | Leonardo Galbes (1ª—3ª) Rogério Ceni (4ª—) |
| Barcelona de Ilhéus    | Sérgio Araújo (1ª—4ª) Adriano Souza (5ª—)  |
| Colo Colo              | Nilson Corrêa (1ª—)                        |
| Jacobina               | Laécio Aquino (1ª—5ª) Eduardo Bahia (5ª—)  |
| Jacuipense             | Rodrigo Chagas (1ª—)                       |
| Jequié                 | Betinho (1ª—5ª) Alyson Dantas (6ª—)        |
| Juazeirense            | Carlos Rabello (1ª—)                       |
| Porto                  | Sandro Duarte (1ª—)                        |
| Vitória                | Thiago Carpini (1ª—)                       |

## Estatísticas

### Artilharia
| Gols | Jogador            | Equipe                 |
| ---- | ------------------ | ---------------------- |
| 4    | Fabri              | Vitória                |
| 4    | Felipe Cardoso     | Atlético de Alagoinhas |
| 4    | Flavinho           | Jacuipense             |
| 4    | Janderson          | Vitória                |
| 3    | Guilherme Silveira | Juazeirense            |
| 3    | Lucho Rodríguez    | Bahia                  |
| 3    | Tiago Souza        | Jequié                 |
| 3    | Vini Argolo        | Porto                  |

#### Hat-trick
Estes foram os hat-tricks do Campeonato:
|   | Jogadora        | Gols         | Mandante | Placar | Visitante | Data           | Etapa     | Ref.   |
| - | --------------- | ------------ | -------- | ------ | --------- | -------------- | --------- | ------ |
| 1 | Lucho Rodríguez | 8', 14', 54' | Bahia    | 6 – 0  | Colo Colo | 9 de fevereiro | 7ª rodada | [ 25 ] |

### Público
Maiores públicos
Estes são os dez maiores públicos do campeonato:
| Nº | Público | Mandante  | Placar | Visitante   | Estádio          | Data            | Rodada    | Ref.   |
| -- | ------- | --------- | ------ | ----------- | ---------------- | --------------- | --------- | ------ |
| 1  | 46 882  | Bahia     | 0–0    | Vitória     | Arena Fonte Nova | 1 de fevereiro  | 6ª        | [ 26 ] |
| 2  | 42 384  | Bahia     | 2–0    | Vitória     | Arena Fonte Nova | 16 de março     | Final     | [ 27 ] |
| 3  | 30 581  | Vitória   | 1–1    | Bahia       | Barradão         | 23 de março     | Final     | [ 28 ] |
| 4  | 26 512  | Colo Colo | 1–4    | Vitória     | Arena Fonte Nova | 25 de janeiro   | 4ª        | [ 29 ] |
| 5  | 20 523  | Bahia     | 1–2    | Jacuipense  | Arena Fonte Nova | 1 de março      | Semifinal | [ 30 ] |
| 6  | 20 059  | Bahia     | 6–0    | Colo Colo   | Arena Fonte Nova | 9 de fevereiro  | 7ª        | [ 31 ] |
| 7  | 18 145  | Bahia     | 2–0    | Porto       | Arena Fonte Nova | 26 de janeiro   | 4ª        | [ 32 ] |
| 8  | 16 039  | Bahia     | 2–0    | Juazeirense | Arena Fonte Nova | 22 de fevereiro | 9ª        | [ 33 ] |
| 9  | 11 771  | Vitória   | 1–1    | Jacuipense  | Barradão         | 19 de janeiro   | 3ª        | [ 34 ] |
| 10 | 11 248  | Vitória   | 2–1    | Porto       | Barradão         | 8 de fevereiro  | 7ª        | [ 35 ] |

Menores públicos
Estes são os dez menores públicos do campeonato:
| Nº | Público | Mandante            | Placar | Visitante              | Estádio          | Data            | Rodada | Ref.   |
| -- | ------- | ------------------- | ------ | ---------------------- | ---------------- | --------------- | ------ | ------ |
| 1  | 9       | Jacuipense          | 1–0    | Colo Colo              | Carneirão        | 30 de janeiro   | 5ª     | [ 36 ] |
| 2  | 17      | Colo Colo           | 0–0    | Porto                  | Waldomirão       | 14 de janeiro   | 2ª     | [ 37 ] |
| 3  | 15      | Barcelona de Ilhéus | 1–1    | Jacuipense             | Agnaldo Bento    | 12 de fevereiro | 7ª     | [ 38 ] |
| 4  | 21      | Barcelona de Ilhéus | 1–0    | Atlético de Alagoinhas | Agnaldo Bento    | 28 de janeiro   | 5ª     | [ 39 ] |
| 5  | 39      | Jacuipense          | 2–0    | Juazeirense            | Carneirão        | 16 de janeiro   | 4ª     | [ 40 ] |
| 6  | 62      | Barcelona de Ilhéus | 2–2    | Jacobina               | Agnaldo Bento    | 22 de janeiro   | 4ª     | [ 41 ] |
| 7  | 109     | Colo Colo           | 2–2    | Barcelona de Ilhéus    | Waldomirão       | 4 de fevereiro  | 6ª     | [ 42 ] |
| 8  | 131     | Jacuipense          | 5–0    | Porto                  | Joia da Princesa | 19 de fevereiro | 8ª     | [ 43 ] |
| 9  | 140     | Porto               | 2–1    | Barcelona de Ilhéus    | Agnaldo Bento    | 22 de fevereiro | 9ª     | [ 44 ] |
| 10 | 148     | Juazeirense         | 0–2    | Porto                  | Adautão          | 30 de janeiro   | 5ª     | [ 45 ] |

Médias de público
Estas são as médias de público dos clubes no campeonato. Considera-se apenas os jogos da equipe como mandante e o público pagante:
| Pos.  | Equipe                 | Média  | Total   | Mandos | Maior  | Menor  |
| ----- | ---------------------- | ------ | ------- | ------ | ------ | ------ |
| 1     | Bahia                  | 24 974 | 174 819 | 7      | 46 882 | 10 787 |
| 2     | Vitória                | 13 074 | 91 519  | 7      | 30 581 | 7 505  |
| 3     | Colo Colo              | 8 879  | 26 638  | 3      | 26 512 | 17     |
| 4     | Atlético de Alagoinhas | 3 489  | 17 444  | 5      | 8 962  | 935    |
| 5     | Barcelona de Ilhéus    | 1 219  | 4 876   | 4      | 4 778  | 15     |
| 6     | Jacuipense             | 1 192  | 5 956   | 5      | 3 698  | 9      |
| 7     | Jequié                 | 1 078  | 5 390   | 5      | 3 202  | 162    |
| 8     | Porto                  | 927    | 3 707   | 4      | 1 674  | 140    |
| 9     | Jacobina               | 654    | 2 616   | 4      | 1 163  | 336    |
| 10    | Juazeirense            | 479    | 2 395   | 5      | 1 663  | 148    |
| Total | Total                  | 6 868  | 336 521 | 49     | 46 882 | 9      |

## Classificação geral
| Pos | Equipe                 | Pts | J  | V | E | D | GP | GC | SG  | Classificação ou descenso                                                        |
| --- | ---------------------- | --- | -- | - | - | - | -- | -- | --- | -------------------------------------------------------------------------------- |
| 1   | Bahia                  | 25  | 13 | 7 | 4 | 2 | 24 | 6  | +18 | Campeão e classificado à Copa do Brasil de 2026                                  |
| 2   | Vitória                | 28  | 13 | 8 | 4 | 1 | 26 | 7  | +19 | Vice-campeão e classificado à Copa do Brasil de 2026                             |
| 3   | Jacuipense             | 22  | 11 | 6 | 4 | 1 | 16 | 10 | +6  | Eliminado na Semifinal e classificado à Copa do Brasil de 2026 e Série D de 2026 |
| 4   | Atlético de Alagoinhas | 13  | 11 | 3 | 4 | 4 | 9  | 13 | −4  | Eliminado na Semifinal e classificado à Série D de 2026                          |
| 5   | Porto                  | 11  | 9  | 3 | 2 | 4 | 9  | 13 | −4  | Eliminado na Primeira Fase e classificado à Série D de 2026                      |
| 6   | Juazeirense            | 10  | 9  | 3 | 1 | 5 | 8  | 12 | −4  | Eliminados na Primeira Fase                                                      |
| 7   | Jequié                 | 9   | 9  | 2 | 3 | 4 | 7  | 10 | −3  | Eliminados na Primeira Fase                                                      |
| 8   | Barcelona de Ilhéus    | 9   | 9  | 1 | 6 | 2 | 7  | 8  | −1  | Eliminados na Primeira Fase                                                      |
| 9   | Jacobina               | 3   | 8  | 0 | 3 | 5 | 5  | 15 | −10 | Rebaixados à Segunda Divisão 2026                                                |
| 10  | Colo Colo              | 3   | 8  | 0 | 3 | 5 | 6  | 21 | −15 | Rebaixados à Segunda Divisão 2026                                                |